# Kadavar (album)
Kadavar è l'album di debutto dei Kadavar, pubblicato nel 2012.

## Tracce
1. All Our Thoughts – 4:35
2. Black Sun – 6:12
3. Forgotten Past – 5:38
4. Goddess of Dawn – 4:13
5. Creature of the Demon – 4:48
6. Purple Sage – 8:06

Bonus Track
1. Living in Your Head – 7:00

## Formazione
- Christoph "Lupus" Lindemann – voce, chitarra
- Philipp "Mammut" Lippitz – basso
- Christoph "Tiger" Bartelt – batteria